# Plaine de Massenya
Die Plaine de Massenya (‚Ebene von Massenya‘) liegt südwestlich des geographischen Zentrums des Tschad in der Provinz Chari-Baguirmi, 170 km südöstlich der Hauptstadt des Tschad, N’Djamena.

## Lage
Die namensgebende Stadt Massenya liegt im Nordwesten der Ebene. Es handelt sich um eine natürliche Senke, die sich zwischen dem Fluss Schari und dem Guera-Massiv (1613 Meter) ausdehnt, ein ausgedehntes Feuchtgebiet beherbergt und einen bedeutenden Grundwasserspeicher für die Region bildet. Die größten Teile des Feuchtgebietes wurden am 17. Oktober 2008 zu einem Feuchtgebiet von internationaler Bedeutung erklärt, das unter dem Schutz der Ramsar-Konvention steht. Dieses Gebiet erstreckt sich über eine Fläche von 25.260 km².

## Geologie
Die Oberflächenformationen der Plaine de Massenya bestehen zum größten Teil aus alluvialen Schwemmböden, die sich im Zeitalter des Quartär, aufgrund der Transgression und Regression des Paläotschadsees in der Ebene ablagerten. Die späten quartären alluvialen Ablagerungen bestehen aus einzelnen Serien von sandigen, lehmigen und tonhaltigen Erdschichten. Diese Formationen befinden sich im Zentrum und im Südwesten der Tiefebene. Die im frühen bis mittleren Quartär entstandenen Gesteinsformationen bestehen aus lateritischen Gesteinen und weißen Tonerden. Diese Formationen finden sich im Süden, Nordosten und Nordwesten der Tiefebene. Diese Oberflächenschichten liegen auf einer Abfolge von Sand- und Kalksteinen, die in den Zeitaltern Kreide bis Paläogen entstandenen sind, zusammenfassend als Continental Terminal Aquifer bezeichnet werden und einen überregional bedeutenden Grundwasserspeicher im Tschadbecken bilden.

## Hydrologie
Die Feuchtgebiete der Plaine de Massenya verdanken ihre Existenz dem Barh Erguig, einem saisonal fließenden Nebenfluss des Scharis, der einen Teil des Hochwassers des Flusses aufnimmt und in die Ebene transportiert. Diese Überläufe dauern im Durchschnitt von September bis Dezember, aber seit den siebziger Jahren wurden die Hochwasserereignisse seltener, so dass das Bett des Wasserlaufs des Bahr Erguig teilweise zuwucherte bzw. erodierte und der Wasserstand in den Feuchtgebieten stärker von den regionalen Regenfällen abhängig wurde. Für den Zeitraum von 1936 bis 1967 konnte die durchschnittliche Wasserabgabe des Schari in den Barh Erguig mit 74 m³/s, gegenüber von Miltou, und in Massenya 49 m³/s gemessen werden. Der maximale Durchfluss wurde in diesem Zeitraum mit 1438 m³/s, Pegel Miltou, und 1000 m³/s in Massenya gemessen. Die regionalen Niederschläge fallen in den Monaten Juni bis September und werden gesteuert von der Intensität des westafrikanischen Monsuns. Die Jahresmitteltemperatur liegt bei 26,7 °C, mit zwei Maxima der Tagesmitteltemperaturen zwischen Mai – Juni (31 °C) und Oktober (30 °C). Die tiefsten Tagesmitteltemperaturen werden mit ca. 19 °C im Februar erreicht.

## Ökologie

### Flora
Wichtige ökologische Elemente der Ebene sind die Wasserflächen der Feuchtgebiete. Sie sind die Heimat einer Vielzahl verschiedener Arten von Fischen, deren Laichgebiete die Auengebiete in den Galeriewäldern sind. Die Vegetation im nördlichen Teil der Ebene entspricht der der Sahelzone, in deren Savannen Anogeissus leocarpus, Terminalia sp., Sclerocarya birrea und Balanites aegyptiaca die dominanten Baumarten stellen. Südlich einer Linie von Massenya nach Bousso gibt es auch mäßig dichte Buschwälder, die mit Bäumen wie Anogeissus leocarpus, Detarium microcarpum und Terminalia avicennoides durchsetzt sind.

### Fauna
Die Fauna ist vielfältig und abwechslungsreich und bietet einer Vielzahl afrikanischer Säugetiere, Vögel und Reptilien einen Lebensraum. So kommen unter anderem die touristischen Flaggschiff-Arten wie der Afrikanische Elefant (Loxodonta africana) und die Giraffe (Giraffa camelopardalis) in der Ebene vor. In der Ebene wurden insgesamt 386 Vogelarten gezählt, dazu zählen Beobachtungen des Afrika-Schlangenhalsvogels (Anhinga rufa), des Afrikanischen Straußes (Struthio camelus) und des Kuhreihers (Bubulcus ibis). Zugvögel besuchen die Plaine de Massenya auf ihren Migrationsrouten saisonal bzw. zeitweise, wie Beobachtungen des Rallenreihers (Ardeola ralloides), des Kappengeiers (Necrosyrtes monachus), des Rotfußfalken (Falco vespertinus) oder des Gabarhabichts (Falco gabar) zeigten.